# 룩셈부르크 공자 루이
룩셈부르크 공자 루이(Prince Louis of Luxembourg, Prince of Bourbon-Parma and Prince of Nassau, 1986년 8월 3일 ~ )는 룩셈부르크 대공 앙리와 룩셈부르크 대공비 마리아 테레사 사이에서 태어난 셋째 아들이다.
루이는 두 명의 형인 기욤과 펠릭스, 그리고 두 명의 동생인 알렉상드라와 세바스티앙이 있다. 그는 2019년에 이혼한 룩셈부르크 육군의 전 NCO인 테시 앙토니와 결혼했다.